# Academia de Studii Albanologice
Academia de Studii Albanologice (ASA) (în albaneză Akademia e Studimeve Albanologjike, acronim ASA) este principala instituție de albanologie din Albania.

## Istorie
Academia de Studii Albanologice a început ca parte a reconstrucției și modernizării sistemului academic și universitar albanez. Decizia a fost luată de Guvernul Albaniei în august 2007. A rezultat din unirea a patru instituții existente: Institutul de Arheologie, Institutul de Lingvistică și Literatură, Institutul de Istorie și Institutul de Antropologie Culturală și Studii de Artă, cu două unități de cercetare: Studii de Artă și Enciclopedia Albaneză, care aparținuseră anterior Academiei de Științe a Albaniei.
Centrul a fost reorganizat la 10 martie 2008 ca institut de cercetare științifică și a primit statutul de organ interuniversitar. A moștenit personalul de specialiști și o arhivă bogată de importanță deosebită. Alături de cercetarea în domeniile istoriei, arheologiei, antropologiei culturale, studiului artei, lingvisticii, literaturii etc., o parte a activității sale se concentrează pe investigarea, evaluarea, conservarea și promovarea moștenirii materiale și spirituale a culturii albaneze, atât trecută, cât și prezentă. Este unul dintre institutele de bază ale albanologiei în general. De asemenea, oferă cursuri și studii de masterat și doctorat în toate domeniile pe care le acoperă institutul.

## Institute

### Institutul de Arheologie
Activitatea științifică în domeniul arheologiei în Albania a început după cel de-al Doilea Război Mondial, când toate entitățile valoroase din punct de vedere cultural și istoric au fost plasate sub protecția statului. Prima instituție de acest fel a fost Muzeul Arheologic-Etnografic (în albaneză Muzeu Arkeologjik-Etnografik), înființat la Tirana în 1948. Odată cu înființarea Institutului de Istorie și Lingvistică în 1955, a fost creată și o Secție de Arheologie. Aceasta s-a ocupat de cercetările și studiile arheologice la nivel național. În 1976, secția a fost transformată în Centrul de Cercetări Arheologice (în albaneză Qendra e Kërkimeve Arkeologjike), ca parte a Academiei de Științe, cu trei sectoare științifice: preistorie, antichitate iliră și Evul Mediu. Au fost înființate opt grupuri științifice în diverse orașe ale țării. În 1992, centrul a obținut statutul de „institut” și a devenit Institutul de Arheologie.
Principalele sale activități constau în săpături și studii arheologice pe întreg teritoriul albanez, precum și în îndrumarea științifică și metodică a muzeelor arheologice pe care le are sub jurisdicția sa, în Tirana, Durrës, Apollonia, Butrint și Korçë. Din punct de vedere structural, institutul cuprinde următoarele departamente: Departamentul de Preistorie, Departamentul de Antichitate și Departamentul de Antichitate Târzie și Ev Mediu.

### Institutul de Lingvistică și Literatură
Institutul își are originea în Institutul de Studii Albaneze din aprilie 1940. În 1946, Institutul de Cercetări Științifice (în albaneză Instituti i Kërkimeve Shkencore) a preluat activitatea, fiind redenumit în 1948 Institutul de Științe (în albaneză Instituti i Shkencave). Pe măsură ce activitatea sa s-a extins, s-a divizat în 1955 în Institutul de Istorie și Lingvistică. În 1972, secțiunea de istorie și secțiunea de lingvistică-literatură s-au separat, fiecare creându-și propriul institut ca parte a Academiei de Științe.
Obiectivul principal al activității sale de cercetare științifică este limba și literatura albaneză. În domeniul lingvisticii, institutul se concentrează pe studierea dialectelor albaneze, statutul lor actual și evoluția istorică, compilarea de gramatici științifice, dicționare de terminologie tehnică, studii asupra limbii albaneze standard, normelor lingvistice și culturii legate de limbă. În domeniul literaturii, se concentrează pe studierea dezvoltării istorice a literaturii albaneze, bibliografii privind viața și opera protagoniștilor săi proeminenți, compilarea de lucrări literar-istorice generalizatoare și publicații științifico-critice despre clasicii tradiției literare albaneze.
Arhiva conservă manuscrise privind textele vechi albaneze, materiale documentare și monografii privind lucrări lingvistice și literar-istorice, publicate sau nu. Biblioteca conservă peste 50.000 de volume și un număr mare de numere periodice. Arhiva de fișiere conține 3 milioane de fișe lexicale.

### Institutul de Istorie
Institutul a început ca institut de cercetare științifică în 1972. Primele încercări de înființare a unui astfel de institut începuseră în aprilie 1940. După cel de-al Doilea Război Mondial, a fost înființat în 1946 Institutul de Studii Albaneze (în albaneză Instituti i Studimeve Shqiptare), cuprinzând secțiunile de istorie și sociologie. Pe parcurs au fost adăugate și alte departamente: arheologie, istorie antică, istorie medievală, istorie recentă, artă medievală, etnografie și alte secțiuni lingvistico-literare, toate incluse în Institutul de Istorie și Lingvistică (în albaneză Instituti i Historisë e i Gjuhësisë) în 1955. Odată cu înființarea Universității din Tirana (UT) în 1957, institutul a fost plasat sub egida UT. Odată cu înființarea Academiei de Științe în 1972, secțiunile legate de istorie s-au separat și au format Institutul de Istorie. În anii '70, secțiunea de etnografie și arheologie s-a desprins și a devenit institute paralele independente.
Principalele obiective ale institutului sunt:
- Studierea istoriei poporului albanez în interiorul și în afara teritoriului Albaniei, din antichitate până în prezent.
- Pregătirea și publicarea de colecții de documente, articole și monografii.
- Organizarea de activități științifice precum simpozioane, mese rotunde, ateliere și conferințe pentru prezentarea istoriei evenimentelor politice, socio-economice, culturale și diplomatice ale Albaniei în perspectivă balcanică, europeană și mai largă.
- Susținerea de prelegeri în diverse universități din Albania, recenzii de teze de diplomă și de doctorat.

Principalele sale activități dedică și structura departamentală, bazată pe epoci:
- Istoria poporului albanez în epoca medievală.
- Albania sub Imperiul Otoman (secolele XVI-XVIII).
- Renașterea Națională Albaneză.
- Statul Albanez Independent (1913-1939).
- Istoria Războiului de Eliberare Națională (Al Doilea Război Mondial).
- Albania în timpul regimului comunist (1944-1990).
- Istoria Albaniei etnice și a diasporei.

Institutul deține o arhivă vastă de documente și monografii, majoritatea provenind din arhive străine din întreaga lume. Biblioteca sa conține 70.000 de exemplare de cărți și reviste privind studiile albanologice, fiind a doua ca mărime din Albania după Biblioteca Națională.

### Institutul de Antropologie Culturală și Studii de Artă
Institutul a început în 1979 ca un proiect de fuziune între Institutul de Folclor și secțiunea de Etnografie a Institutului de Istorie. S-a aflat sub egida Academiei de Științe și a fost numit Institutul de Cultură Folclorică (în albaneză Instituti i Kulturës Popullore). Institutul de Folclor însuși începuse în 1961, pe baza Secției de Folclor a fostului "Institut de Studii" (în albaneză Instituti i Studimeve) din 1947. Secțiunea de Etnografie a fost înființată și ea în 1947. În 2008, a fost adăugată o structură specială axată pe studii de artă, rezultând astfel actualul „Institut de Antropologie Culturală și Studii de Artă”.
Activitatea sa acoperă cercetarea pe teren, colectarea, înregistrarea diferitelor genuri de etno-folclor, arhivarea și ordonarea, studii, publicarea de periodice și rezumate științifice, publicarea de monografii și colecții de materiale, publicarea ilustrativă și, în special, publicarea seriei „Patrimoniul Cultural Albanez”.
La început, activitatea sa s-a concentrat pe colectarea pieselor de cultură materială albaneză de pe teren. A construit o colecție de cântece, dansuri, instrumente muzicale, proză și poezie etc. Drept rezultat, au fost create primele șase arhive: arhiva obiectelor și culturii materiale, arhiva etnografiei scrise, fototeca, arhiva de schițe, arhiva de muzică și arhiva de folclor scris. Arhiva obiectelor și culturii materiale conservă aproximativ 33.000 de obiecte reprezentând diverse aspecte ale vieții, cum ar fi agricultura, creșterea animalelor, meșteșugurile, arta folclorică, costumele tradiționale, ornamentele, uneltele de lucru etc. Arhiva etnografiei scrise conservă materiale notate de cercetători în timpul expedițiilor, materiale și note furnizate de colaboratorii străini, traduceri din materialele originale ale foștilor călători și cercetători în timpul expediției lor în Albania etc. Fototeca conservă peste 22.000 de negative și diapozitive foto pe diferite suporturi, reprezentând costume tradiționale de la începutul secolului al XX-lea, fragmente din muncă, diverse ceremonii, activități folclorice etc. Arhiva de schițe conservă peste 3500 de schițe și planimetrii ale mediilor și construcțiilor tradiționale de locuințe. Arhiva de muzică conservă peste 35.000 de cântece, melodii, dansuri și ceremoniale, în timp ce arhiva de folclor scris conservă peste 1,5 milioane de versuri și aproximativ 200.000 de pagini de proză folclorică.
Un alt domeniu de activitate este organizarea de evenimente folclorice, înființarea de muzee etnografice și expoziții etnografice. Un număr considerabil de expoziții au fost organizate în Grecia, România, Ungaria, Italia, Franța, Austria, țările nordice, fostele țări ale Uniunii Sovietice, China etc.